# Парис Філіппі
Парис Філіппі (пол. Parys Filippi; 1836, Краків — 7 грудня 1874, Варшава) — польський скульптор. Початково навчався у свого батька, скульптора Павла Філіппі, пізніше у школі малювання і живопису у Кракові. Отримав стипендію міста Кракова для навчання у 1858—1859 роках у Мюнхенській академії мистецтв, яку закінчив із нагородою за скульптуру «Самсон». Працював у Кракові, а від 1862 року — у Жовкві. 1866 року оселився у Львові, де заснував власну майстерню в будинку при домініканському монастирі. 1867 року організував власну скульптурну школу. Виконав у цей час велику кількість скульптурних портретів сучасників, особливо знайомих йому львівських митців і діячів культури. Роботи експонувались на виставках Товариства красних мистецтв, нині багато з них зберігаються у Львівській галереї мистецтв. 1874 року перебуваючи у Варшаві покінчив життя самогубством.
Роботи
- Погруддя польських королів, виконані на замовлення Наукового товариства у Кракові[1].
- Реставрація пам'ятника гетьману Станіславу Яблоновському у Львові (спільно з Абелем Пер'є, 1860—1861). У 1861 році відновлений монумент урочисто встановили на центральному львівському променаді, який з того часу отримав назву Гетьманських валів[2].
- Кам'яні консолі в сінях будинку Наукового товариства у Кракові на вулиці Славковській, 17 (1864). 13 теракотових медальйонів із профілями учених і митців на фасаді там же (1866). Архітектор — Філіп Покутинський[1].
- Реставрація та доповнення скульптур фарного костелу у Жовкві. Мармуровий амвон там же. Виконав мармурові епітафії королевичів Якуба Лювіка і Костянтина Собеських.
- Ескіз медалі із зображенням Яна III Собеського на коні (1866)
- Пам'ятники на Личаківському цвинтарі: Артура Гроттгера, Марії Мйончинської (1867), Ксаверія і Анєлі Грабінських (1867).
- Реставрація пам'ятника в Печихвостах.
- Портрет Артура Гроттгера, виконаний 1868 за посмертною маскою.
- Пам'ятник генералу Юзефу Дверницькому в костелі монастиря кармелітів босих у Львові, виконаний у 1867–1869 роках. Відреставрований 2000 року Янушем Смазою і встановлений у Латинському кафедральному соборі.
- Реставрація, спільно з Петром Козакевичем, шести ренесансних надгробків у підземеллях львівського монастиря домініканців (до 1870).
- Медальйони Юзефа Гауке-Боссака, Олександра Фредра, В. Поля, Олександра Рачинського, Ванди Монне (1868, бронза), Корнеля Уєйського, портрет дружини (1867, гіпс), пам'ятна таблиця з медальйоном Станіслава Пілата у львівському бернардинському костелі (1867).
- Погруддя Мечислава Романовського (1867, гіпс) Кароля Шайнохи (1868, гіпс), Анни Ріхтман (мармур).
- Кам'яна статуя графа Станіслава Скарбека у вестибюлі Скарбківського театру (1871).